# Madrid Open
Het Madrid Open was een internationaal golftoernooi van de Europese PGA Tour. Het is in 2008 opgevolgd door de Madrid Masters.
Het toernooi stond vanaf het begin op de agenda van de Europese PGA Tour en is altijd gehouden in of om Madrid, meestal op de baan van Puerta de Hierro.
Na 1993 stopte het toernooi, omdat er veel andere Spaanse toernooien op de kalender van de Tour stonden zoals het Open de Tenerife, het Open de Andalucia, het Open Mediterrania, het Open de Baleares, het Open Catalonia, het Open de España en de Volvo Masters. Een aantal van die toernooien werden gefinancierd door Turespaña, het Spaans Verkeersbureau. Na een aantal jaren werd het moeilijk voor al die toernooien genoeg sponsors te vinden, en vielen enkele toernooien in Spanje af.
Vanaf de herstart van het Madrid Open in 2001 werd het vijfmaal op de Club de Campo Villa de Madrid gespeeld, sindsdien had het toernooi geen vaste locatie.
In 2007 vond de laatste editie van het Madrid Open plaats. Een nieuw toernooi werd op de agenda van 2008 geplaatst, de Madrid Masters.

## Winnaars
| Jaar                        | Baan                          | Winnaar               | Land          |
| Madrid Open                 | Madrid Open                   | Madrid Open           | Madrid Open   |
| --------------------------- | ----------------------------- | --------------------- | ------------- |
| 1972                        | Puerta de Hierro              | Jimmy Kinsella        | Ierland       |
| 1973                        | R.A.C.E.                      | German Garrido        | Spanje        |
| 1974                        | Puerta de Hierro              | Manuel Piñero         | Spanje        |
| 1975                        | Las Lomas Bosque              | Bob Shearer           | Australië     |
| 1976                        | Puerta de Hierro              | Francisco Abreu       | Spanje        |
| 1977                        | Hipica Espanola GC, Madrid    | Antonio Garrido       | Spanje        |
| 1978                        | Puerta de Hierro              | Howard Clark          | Engeland      |
| 1979                        | Puerta de Hierro              | Simon Hobday          | Zuid-Afrika   |
| 1980                        | Puerta de Hierro              | Severiano Ballesteros | Spanje        |
| 1981                        | Puerta de Hierro              | Manuel Piñero         | Spanje        |
| Cepsa Madrid Open           |                               |                       |               |
| 1982                        | Puerta de Hierro              | Severiano Ballesteros | Spanje        |
| 1983                        | Puerta de Hierro              | Sandy Lyle            | Schotland     |
| 1984                        | Puerta de Hierro              | Howard Clark          | Engeland      |
| 1985                        | Puerta de Hierro              | Manuel Piñero         | Spanje        |
| 1986                        | Puerta de Hierro              | Howard Clark          | Engeland      |
| 1987                        | Puerta de Hierro              | Ian Woosnam           | Wales         |
| 1988                        | Puerta de Hierro              | Derrick Cooper        | Engeland      |
| 1989                        | Puerta de Hierro              | Severiano Ballesteros | Spanje        |
| 1990                        | Puerta de Hierro              | Bernhard Langer       | Duitsland     |
| Madrid Open                 |                               |                       |               |
| 1991                        | Puerta de Hierro              | Andrew Sherborne      | Engeland      |
| Iberia Madrid Open          |                               |                       |               |
| 1992                        | Puerta de Hierro              | David Feherty         | Noord-Ierland |
| Madrid Open                 |                               |                       |               |
| 1993                        | Puerta de Hierro              | Des Smyth             | Ierland       |
| Telefonica Open de Madrid   |                               |                       |               |
| 2001                        | Club de Campo Villa de Madrid | Retief Goosen         | Zuid-Afrika   |
| 2002                        | Club de Campo Villa de Madrid | Steen Tinning         | Denemarken    |
| 2003                        | Club de Campo Villa de Madrid | Ricardo González      | Argentinië    |
| Open de Madrid              |                               |                       |               |
| 2004                        | Club de Campo Villa de Madrid | Richard Sterne        | Zuid-Afrika   |
| 2005                        | Club de Campo Villa de Madrid | Raphaël Jacquelin     | Frankrijk     |
| Open de Madrid Valle Romano |                               |                       |               |
| 2006                        | La Moraleja II                | Ian Poulter           | Engeland      |
| 2007                        | Real Sociedad Hípica Española | Mads Vibe-Hastrup     | Denemarken    |